# خدبنیت‌اربنت یکم
خدبنیت‌اربنت یکم (در زبان مصری باستان: «نیت، چشم‌زخم را نابود می‌کند») ملکه‌ای در مصر باستان در دوران دودمان بیست و ششم مصر بود که احتمالاً همسر فرعون نخو دوم و مادر فرعون پسامتیک دوم بود.

## زندگی‌نامه
شناسایی او به عنوان همسر نخو دوم صرفاً بر این واقعیت استوار است که تابوت او مربوط به دودمان بیست و ششم مصر است، القاب او به عنوان همسر پادشاه و مادر پادشاه منطبق بر رسم آن دوران است، و هیچ همسر دیگری برای این پادشاه تأیید نشده است. درپوش تابوت سنگی او (ÄS3)، که اکنون در موزه تاریخ هنر در وین قرار دارد، در سال ۱۸۰۷ میلادی کشف شد و نشان می‌دهد که اگر منشأ ذکر شده برای این شی درست باشد، احتمالاً در سمنود در مصر سفلی دفن شده است.